# Polygala guerichiana
Polygala guerichiana là một loài thực vật có hoa trong họ Polygalaceae. Loài này được Engl. miêu tả khoa học đầu tiên năm 1894.